# Auerjeva palička
Auerjeve paličke ali Auerjeva telesca so tvorbe v obliki zrnc ali valjastih struktur v citoplazmi zlasti levkemičnih mieloblastov in nastanejo z zlitjem azurofilnih zrnc in vsebujejo peroksidazo. Vidne so na primer v levkemičnih blastih pri akutni mieloblastni levkemiji z maturacijo in akutni promielocitni levkemiji (glede na razvrstitev FAB podtipa akutne mieloblastne levkemije M2 in M3) ter pri hudi obliki mielodisplastičnega ali mieloproliferativnega sindroma. Morfološko se pojavljajo v različnih oblikah in velikostih. Pogosto jih opisujejo kot igličaste oziroma v obliki majhnih vejic ali diamantov, lahko pa so tudi podolgovate ali pravokotne. Glede na to jih izraz Auerjeva telesca opiše pravilneje.
Imenujejo jih po ameriškem fiziologu Johnu Auerju (1875–1948), a jih je leta 1905 prvi opisal kanadski zdravnik Thomas McCrae, torej eno leto pred Auerjem, kar je tudi Auer v svojem članku omenil. Oba sta zmotno menila, da so bile celice z opaženimi paličkami limfoblasti (ne mieloblasti).